# David Westerlund (musiker)
David Olof Westerlund, född 8 juli 1977, är en svensk musikproducent och dj känd från technogruppen Antiloop. Han producerar musik under artistnamnet David West.

## Biografi
David Westerlund föddes den 8 juli 1977. Han började spela piano i sexårsåldern. När han var 10 år fick han en egen synthesizer. När han var 14 började han att spela storbandsjazz. Han började senare spela på olika klubbar men tröttnade på musiken han spelade på klubbarna och bestämde sig för att göra egen musik.
1994 startade han technogruppen Antiloop tillsammans med sin barndomsvän Robin Söderman. De fick flera hittar mellan åren 1997 och 2000. Bandet upplöstes 2002.
Sedan 2005 har han gjort egen musik under namnet David West, och har fortsatt att spelat på konserter och klubbar.
Westerlund flyttade 2020 till Estland med sin estniska flickvän och deras gemensamma dotter.

## Diskografi

### David Westerlund medAntiloop
- N.S.F.M.C (Not Suitable For Mass Consumption) (1995) (EP)
- LP (1997) (Studioalbum)
- Remixed (1998) (Remixalbum
- Fastlane People (2000) (Studioalbum)
- At The Rebel's Room (2002) (Samlingsalbum)

### David Westerlund som David West

#### EP
- Metaverse Remix EP 02 (David West med Orkidea)

### Singlar
- Carrier / Envy
- Larry Mountains 54 (Featuring Andreas Hermansson)
- Suffering Island
- Make U Mine
- Welsh Morphology
- True Love
- Good Cause
- Supercluster (David West med Ida Engberg)

### Diverse
- Stuck In Friendsville
- Illectronics
- The Hideout
- Gura (Med Ida Engberg)